# 亞美尼亞之母
亞美尼亞之母是位於亞美尼亞首都葉里溫勝利公園內的一座雕像，俯瞰整個葉里溫。亞美尼亞之母雕像所在地之前曾有一座史達林的雕像。1962年，史達林雕像被拆除，亞美尼亞之母取而代之。亞美尼亞之母高22米，包含底座在內的話高51米。